# Route M12 (Ukraine)
La route M12 était une route magistrale reliant Stryi à Znamianka au sud de la Crimée.

## Description
La M12 était un axe routier majeur qui se combinait avec la route M04 former la route européenne 50. 
La route fait également partie du corridor de transport Gdańsk-Odessa sur le segment de Ternopil à Ouman.
Le 28 avril 2021, la route M12 a été mise hors service et a fusionné avec la route M04 pour former la nouvelle route M30.

## Tracé
| Km     | Agglomérations | Carte interactive |
| ------ | -------------- | ----------------- |
| 0 km   | Stryi          |                   |
| 75 km  | Rohatyn        |                   |
| 153 km | Ternopil       |                   |
| 201 km | Volotchysk     |                   |
| 268 km | Khmelnytskyï   |                   |
| 389 km | Vinnytsia      |                   |
| 434 km | Nemyriv        |                   |
| 548 km | Uman           |                   |
| 719 km | Kropyvnytskyi  |                   |
| 746 km | Znamianka      |                   |

## Galerie

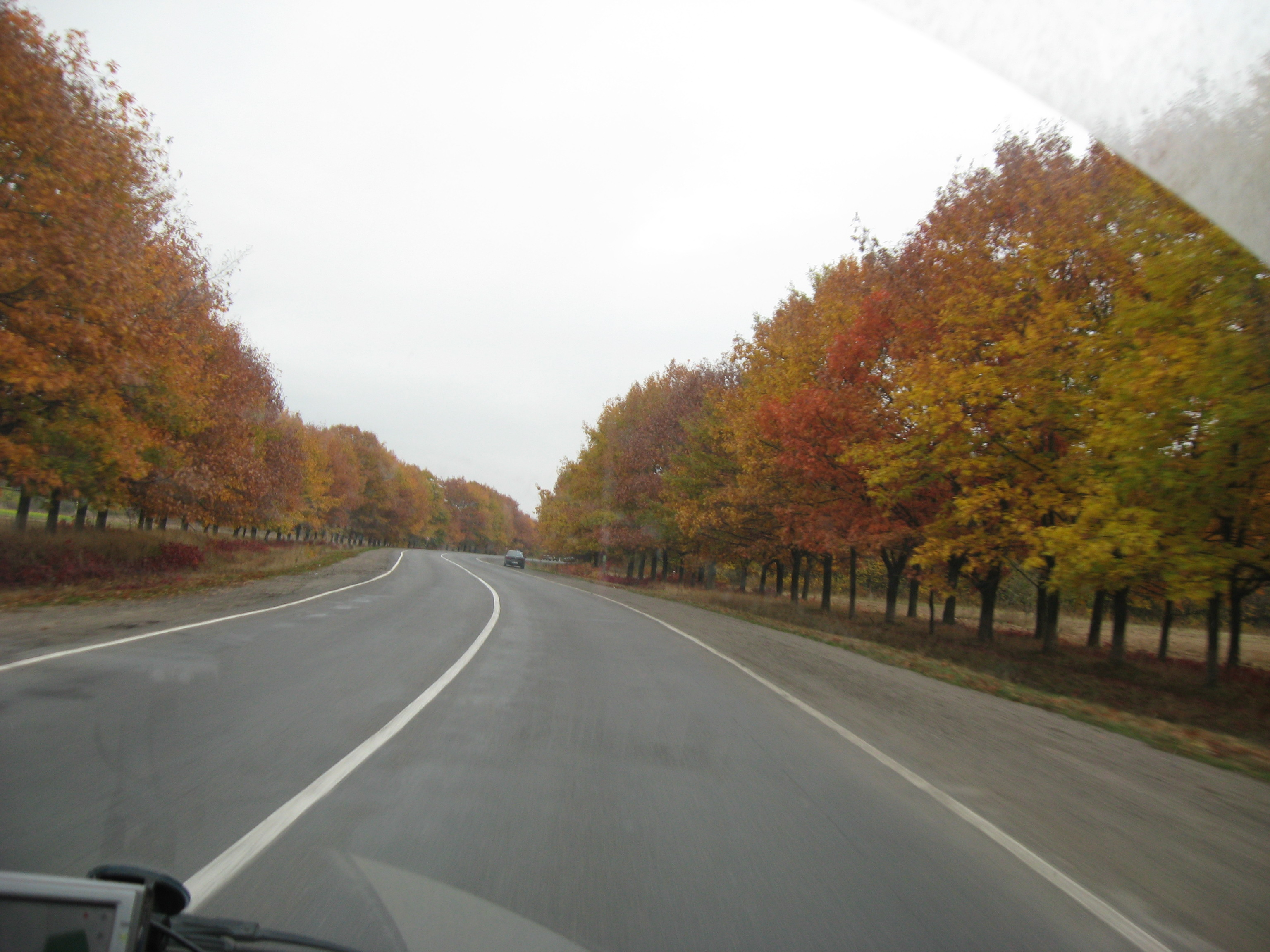
La M12 dans l’oblast de Vinnytsia.
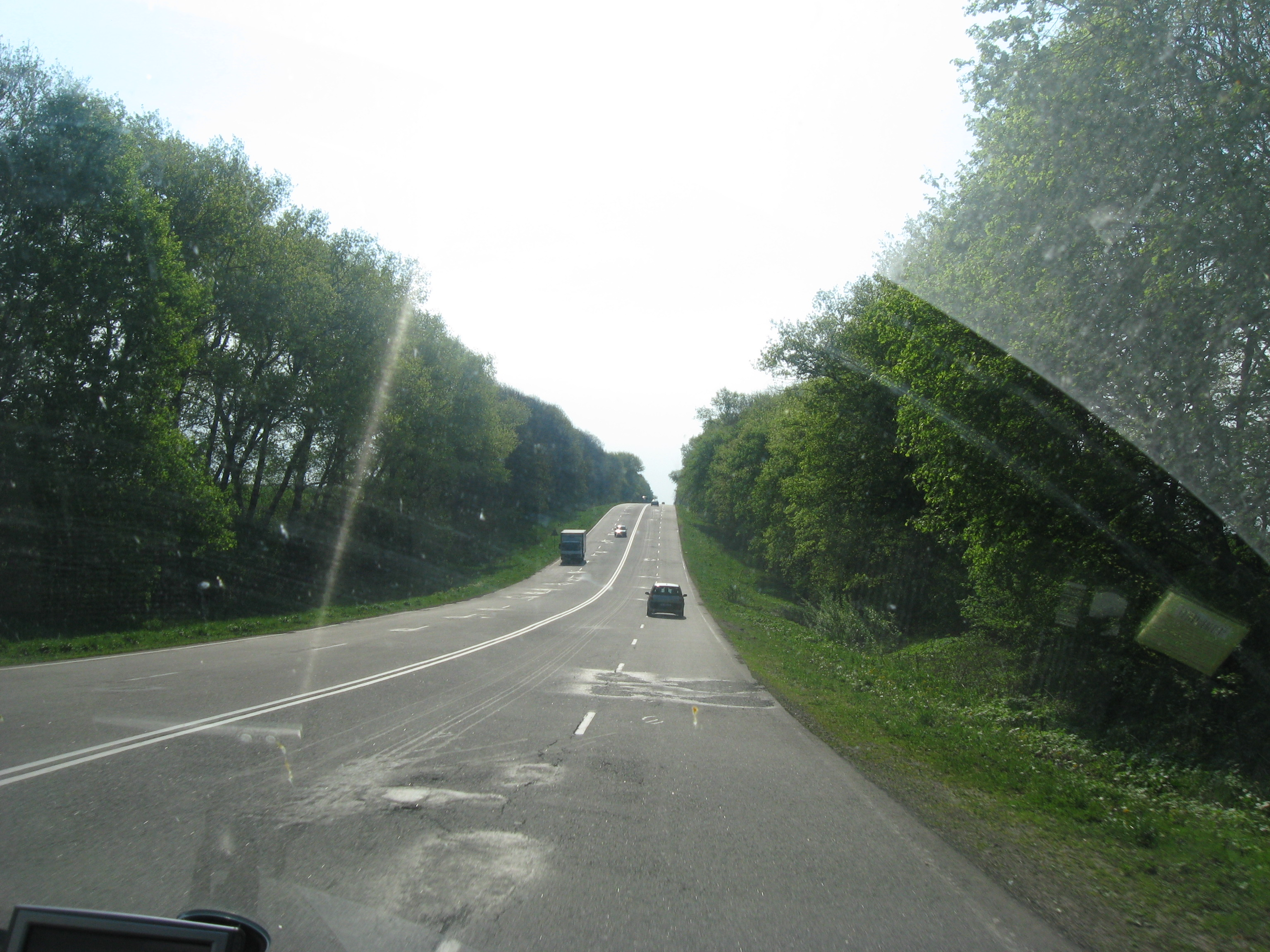
La M12 dans l’oblast de M12.
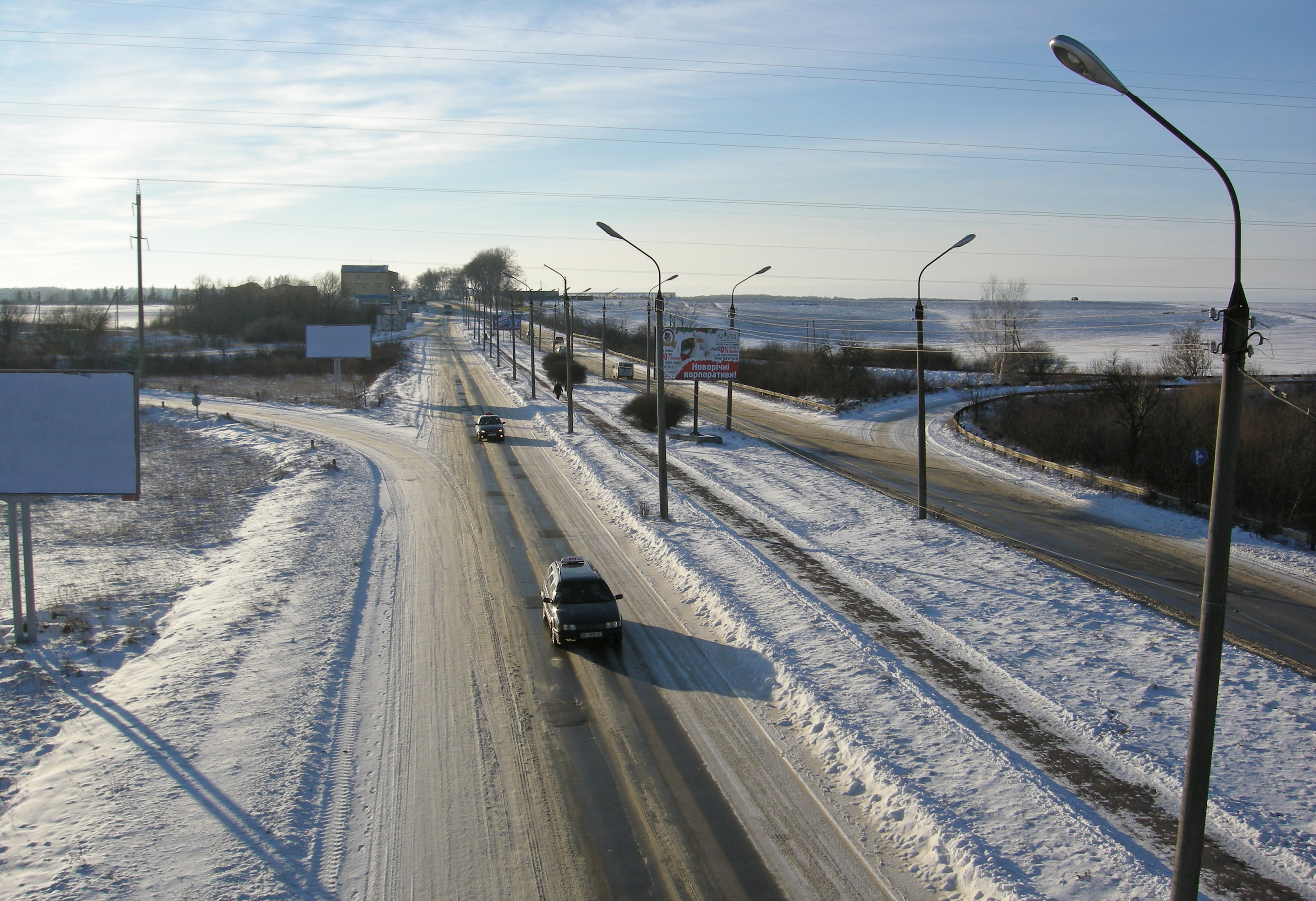
La M12 près de Ternopil.
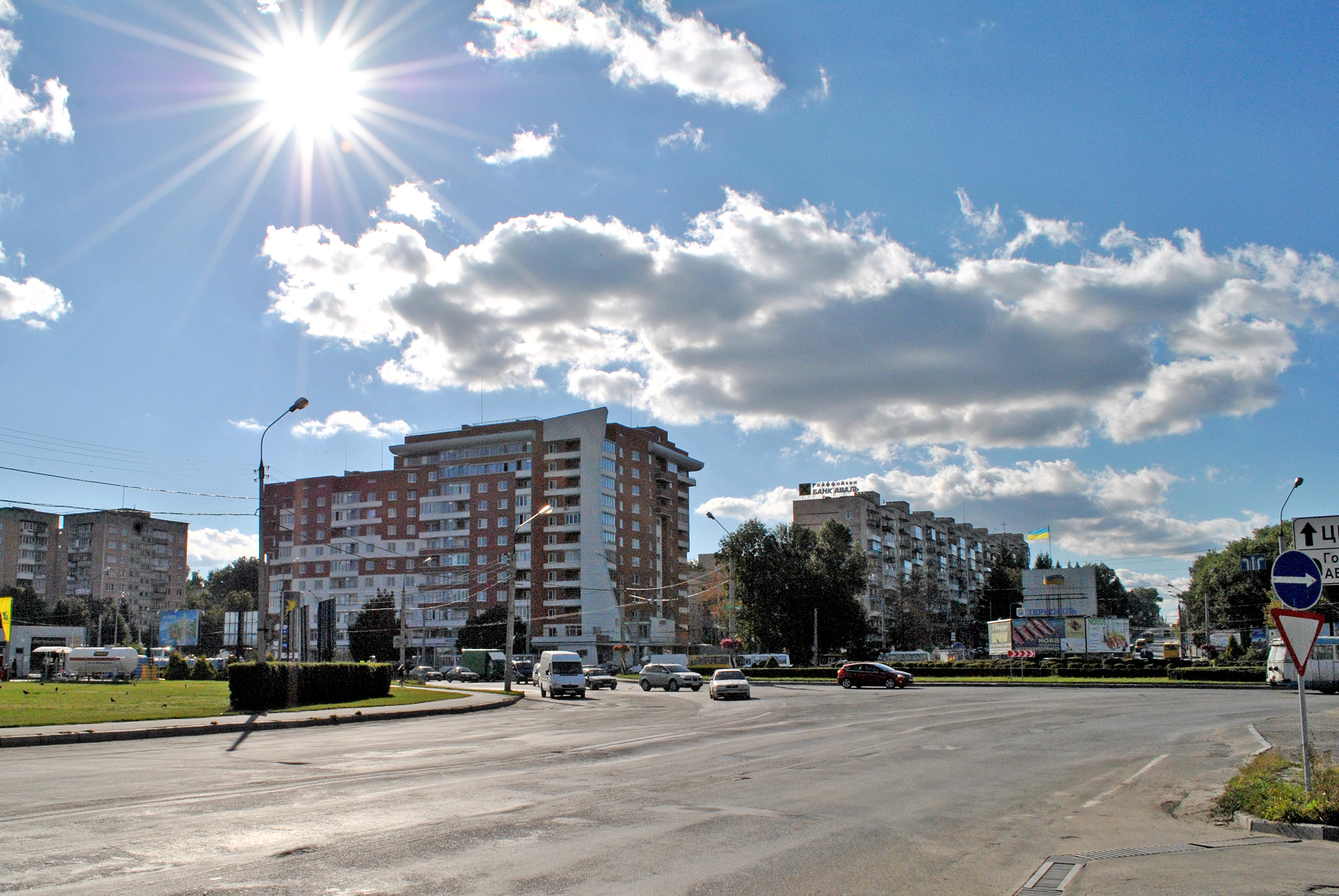
La M12 à Ternopil.